# 2023 CX1
2023 CX1, раніше відомий як Sar2667 — астероїд або метеороїд метрового розміру, який увійшов в атмосферу Землі 13 лютого 2023 року о 02:59 UT і розпався як метеор над узбережжям Нормандії. Менш ніж за сім годин до зіткнення його виявив угорський астроном Крістіан Шарнецьки зі станції Піскештетей обсерваторії Конкоя. 2023 CX1 став сьомим астероїдом, відкритим до прогнозованого зіткнення із Землею.

## Відкриття
Під час рутинного пошуку об'єктів, що наближаються до Землі, за допомогою 0,6-метрового (60 см) телескопа Шмідта, Крістіан Сарнецьки вперше зафіксував 2023 CX1 12 лютого 2023 року о 20:18:07 UTC, коли астероїд вже знаходився на відстані менше 233 000 км від Землі та всередині орбіти Місяця на відстані 0,61 LD. Під час відкриття астероїд мав видиму зоряну величину 19,4 і швидко рухався в небі північної півкулі з кутовою швидкістю 14 кутових секунд на хвилину та радіальною швидкістю 9 км/с у напрямку Землі. Сарнецьки одразу відмітив його як об'єкт, що наближається до Землі, але лише через півгодини він зрозумів, що астероїд має курс на зіткнення із Землею. Сарнецьки тимчасово позначив об'єкт як Sar2667 та повідомив про відкриття на сторінці підтвердження об'єктів, що наближаються до Землі (NEOCP) Центру малих планет о 20:49 UTC, закликавши інші обсерваторії по всьому світу здійснити подальші спостереження. Астрономи з обсерваторії Вішнян у Тічані, Хорватія, спостерігали за астероїдом, починаючи з 21:03 UTC, і підтвердили, що він прямує до зіткнення із Землею.
Європейське космічне агентство взяло до уваги наближення астероїда та повідомило про це громадськість через соціальні мережі. Астрономи по всьому світу безперервно спостерігали за астероїдом, щоб уточнити його траєкторію наближення до Землі та місце зіткнення. Астероїд досяг максимальної яскравості величини 13 (приблизно як Плутон) безпосередньо перед тим, як увійти в тінь Землі приблизно о 02:50 UTC. Потім він різко потемнів і став невидимим до моменту зіткнення. Астероїд востаннє спостерігався 13 лютого 2023 року о 02:52:07 UTC Йостом Яном у віддаленій обсерваторії SATINO в Верхньому Провансі, Франція, всього за дві хвилини після входження в тінь Землі і за сім хвилин до зіткнення. На момент останнього спостереження астероїд потемнів з величини 13 до 16 і рухався надзвичайно швидко з кутовою швидкістю 1,7 градуса на хвилину, на відстані приблизно 11 100 км від центру Землі (висота 4 700 км).
13 лютого 2023 року о 04:13 UTC (одна година після зіткнення) Центр малих планет присвоїв астероїду офіційне тимчасове позначення малої планети 2023 CX1. Принаймні 20 обсерваторій спостерігали 2023 CX1 і подали астрометрію до Центру малих планет до моменту зіткнення, загалом було записано понад 300 астрометричних позицій.

## Орбіта
До зіткнення 13 лютого 2023 CX1 був навколоземним астероїдом групи Аполлона. Він обертався навколо Сонця на середній відстані 1,63 астрономічних одиниць (244⋅106 км) — від 0,92 а. о. у перигелії до 2,34 а. о. в афелії через ексцентриситет. Орбіта мала низький нахил щодо екліптики (3,4°) та орбітальний період 2,08 роки. Астероїд останній раз минав перигелій 28 лютого 2022 року й зіткнувся із Землею перед тим, як мав пройти наступний перигелій 15 березня 2023 року.
Останній раз 2023 CX1 наближався до Землі десь 7 червня 2000 року на відстань близько 55—62 млн км (143—162 відстані до Місяця). До того протягом 1900-х років 2023 CX1 кілька разів наближався до Землі й Марса, хоча ніколи не підходив до цих планет на відстань менше ніж 3,8 млн км (вдесятеро далі Місяця).

## Зіткнення
Діаметр 2023 CX1 оцінили приблизно у метр, тож загрози він не становив, однак став ціллю багатьох астрономів, які спостерігали за його входом в атмосферу.
Вогняну кулю спостерігали о 02:59 за Всесвітнім часом у Франції, Великій Британії, Нідерландах і Бельгії.
Астероїд розпався в атмосфері на висоті близько 25 км.
Мешканців у зоні падіння (між Дьєппом і Дудвілем) попрохали бути уважними до навколишніх предметів, щоб помітити можливі метеорити.

Команді ентузіастів FRIPON/Vigie-Ciel вдалося знайти поблизу міста Дьєпп уламок, який імовірно є фрагментом астероїда. Первинний аналіз каменя підтвердив його метеоритну природу.

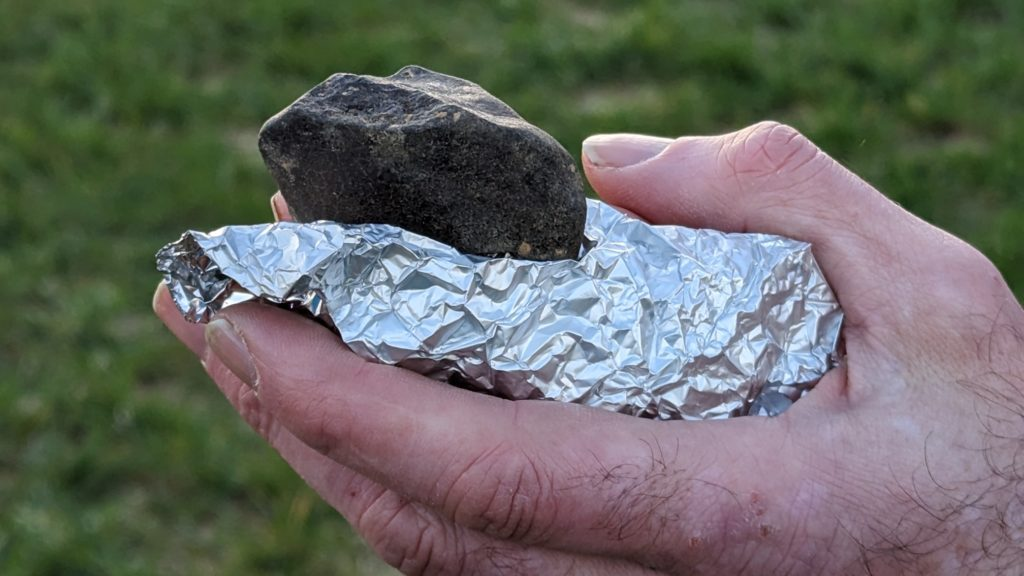
Група Fripon/Vigie-Ciel разом із знайденим метеоритом.